# Emblethis vicarius
Emblethis vicarius är en insektsart som beskrevs av Horvath 1908. Emblethis vicarius ingår i släktet Emblethis och familjen Rhyparochromidae. Inga underarter finns listade i Catalogue of Life.